# 縦中横
縦中横（たてちゅうよこ、Horizontal-in-Vertical Text Composition, horizontal-in-vertical setting, tate-chu-yoko setting）とは、縦書きの行中で，縦書きの字の向きのまま横書きにすることである。縦組みの行の中で数文字（通常2、3文字。まれに4文字以上）の欧字や数字を、1文字分の高さで左横書きに配置する。
縦中横を用いる場合、前の文字と後ろの文字の間に空白は開けず、行の中心が、縦中横全体の中心にくるように文字を配置する。また、縦中横の中の文字数が多い場合、それぞれの文字の幅を文字数に応じて三分（さんぶ。通常の文字の幅の3分の1）や四分（しぶ。同4分の1）などとすることで、縦中横にした箇所の幅が前後の文字と揃うように配慮する。
昔の日本語では縦中横は存在しなかったが、明治時代の末ごろに使用されるようになった。
縦組みの際に数字を表記する場合は、通常は漢数字を用いるが、算用数字を用いる場合もあり、この場合に2桁から4桁になる場合に縦中横が多く用いられる。

## 使用例
- 和暦を表す場合
- 年齢を表す場合
- 日時を表す場合
- 単位を表す場合
- 割合を表す場合
- 括弧付き文字
- 縦書きのはがき・封筒における宛先住所の番地、住居表示や部屋番号

## スタイルシートによる縦中横
スタイルシートを使用して縦中横を実装する場合はCSS 3で検討中となっていた
writing-modeとtext-combine-upright属性を使用する。（2025年現在は、多くのブラウザが対応している）
例：
```
<
div
 
style
=
"writing-mode:vertical-rl"
>

 昭和
<
span
 
style
=
"text-combine-upright:all"
>
20
</
span
>
年
<
span
 
style
=
"text-combine-upright:all"
>
8
</
span
>
月
<
span
 
style
=
"text-combine-upright:all"
>
6
</
span
>
日に広島に原爆が投下され、
 上空
<
span
 
style
=
"text-combine-upright:all"
>
580
</
span
>
メートルで爆発し、
<
span
 
style
=
"text-combine-upright:all"
>
3.5
</
span
><
span
 
style
=
"text-combine-upright:all"
>
km
</
span
>
離れた場所に
 いる人でも火傷を負った。

</
div
>

```

表示例（下記の例で、20、580、3.5、km が縦中横になっている。）
```
昭和
20
年
8
月
6
日に広島に原爆が投下され、
上空
580
メートルで爆発し、
3.5
km
離れた場所に
いる人でも火傷を負った。
```